# Neil Marriott
Neil R. Marriott  (n. 1960) es un botánico y ecólogo australiano.

## Algunas publicaciones
- neil r. Marriott. 1993. Grevillea williamsonii F.Muell. rediscovered. Victorian naturalist 110

- peter m. Olde, neil r. Marriott. New species and taxonomic changes in Grevillea (Proteaceae: Grevilleoideae) from south west Western Australia. Nuytsia 9

- ---------------------, -------------------------. 1995. The Grevillea Book: Species M-Z. Vol. 3. Edición ilustrada de Timber Press, 39 pp. ISBN 0881923079

- ---------------------, -------------------------. 2008. Recognition of new taxa in Grevillea (Proteaceae: Grevilleoideae) from south-west Western Australia. Nuytsia 18: 223-234

- ---------------------, -------------------------. 2002. "One new Banksia and two new Grevillea species (Proteaceae: Grevilleoideae) from Western Australia". Nuytsia 15 (1): 85–99

### Editor
- The Grevillea Book 1995, 768 pp. (abreviado Grevillea Book)[1] es un libro ilustrado con descripciones botánicas que fue editado conjuntamente por Peter M. Olde & Neil Marriott. Fue publicado en 3 volúmenes

## Honores

### Epónimos
- (Orchidaceae) × Laeliocattleya marriottiana Hort.[2]

- (Orchidaceae) Oncidium × marriottianum (Rchb.f.) M.W.Chase & N.H.Williams[3]

- (Orchidaceae) Stauropsis marriottiana Rolfe[4]

- (Proteaceae) Grevillea marriottii Olde[5]

- La abreviatura «Marriott» se emplea para indicar a Neil Marriott como autoridad en la descripción y clasificación científica de los vegetales.[6]